# Лишци
Лишци је насељено место у Босни и Херцеговини, у општини Олово, у Зеничко-добојском кантону које административно припада Федерацији Босне и Херцеговине. Према попису становништва из 1991. у насељу је живео 291 становник.

## Географија
Насеље се налази на надморској висини од 764 метара, површине 3,6 км2, са густином насељености 41,11 становника по км2.

## Становништво
| Националност | 1971.        | 1981.        | 1991.        | 2013.        |
| Муслимани*   | 299 (100,0%) | 277 (100,0%) | 291 (100,0%) | 148 (100,0%) |
| Укупно       | 299 (100,0%) | 277 (100,0%) | 291 (100,0%) | 148 (100,0%) |

- Муслимани се данас углавном изјашњавају као Бошњаци.